# Convertiplano

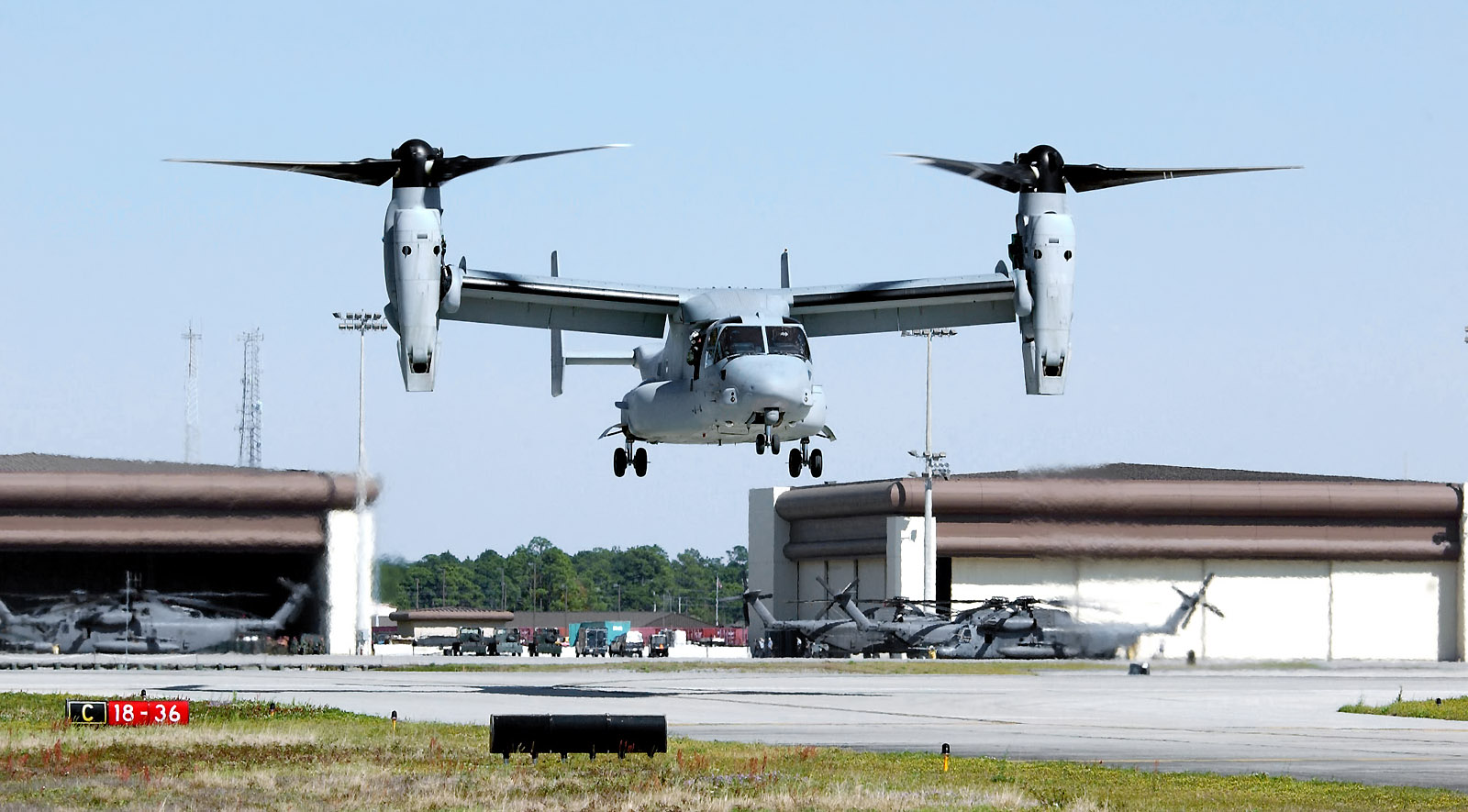
Il convertiplano V-22 decolla come un elicottero ma vola come un aereo convenzionale

Il convertiplano è un velivolo che genera portanza e spinta per mezzo di uno o più propulsori ad elica montati su gondole motore rotanti, o rotori basculanti, di solito poste all'estremità di un'ala fissa o per mezzo di un motore montato nella fusoliera con alberi di trasmissione capaci di trasferire potenza all'assieme dell'elica montato sull'estremità dell'ala.
Esso combina la capacità di portanza verticale dell'elicottero con la velocità e l'autonomia di un convenzionale velivolo ad ala fissa. Per il volo in verticale, le eliche sono ruotate in modo tale che il loro piano di rotazione sia orizzontale, generando portanza esattamente come in un elicottero. Man mano che il velivolo acquisisce velocità, le eliche sono progressivamente inclinate in avanti, con il piano di rotazione che alla fine diventa verticale. In questo modo l'ala fornisce la portanza, e l'elica fornisce spinta comportandosi da motore. Siccome le eliche possono essere configurate in maniera tale da essere più efficienti per la propulsione ed inoltre evitano i problemi caratteristici del tipo di stallo dell'elicottero, i convertiplani possono raggiungere velocità maggiori degli elicotteri. Un convertiplano a rotori basculanti differisce da un velivolo ad ali basculanti solo per il fatto che esso ruota solo il propulsore e non tutta l'ala. Tale caratteristica guadagna efficienza nel volo verticale a discapito di quella nelle operazioni STOL/STOVL.

## Storia

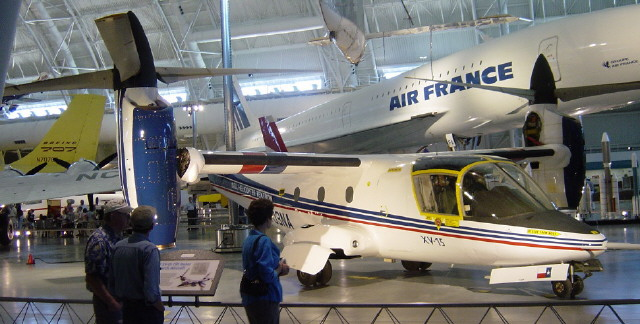
Il Bell XV-15 esposto al museo dell'Udvar-Hazy Center.

L'idea di costruire un velivolo VTOL usando delle eliche, come un elicottero, alle estremità alari risale al 1930. Il primo progetto che ricorda un convertiplano moderno risale al Maggio 1930 e fu realizzato da George Lehberger, ma tale progetto non venne ulteriormente sviluppato. Durante la seconda guerra mondiale, un prototipo tedesco, il Focke-Achgelis Fa 269, venne sviluppato a partire dal 1942, ma non volò mai.
Due prototipi successivamente arrivarono a volare, ossia il velivolo monoposto Transcendental Model 1-G ed il biposto Transcendental Model 2, entrambi alimentati da un singolo motore a pistoni. Lo sviluppo iniziò sul Model 1-G nel 1947, sebbene questo non volasse sino al 1954. Il Model 1-G volò per circa un anno prima di un incidente nella baia di Chesapeake il 20 luglio 1955, nel quale il velivolo fu distrutto ma senza ferite serie per il pilota. Il Model 2 venne sviluppato e volò poco dopo, ma l'aeronautica militare statunitense ritirò i fondi in favore del Bell XV-3, per cui esso non volò oltre i test di hovering. Il Transcendental 1-G è il primo convertiplano ad aver volato e portato a termine la maggior parte della transizione in volo da elicottero a aeroplano.
Costruito nel 1953, il velivolo sperimentale Bell XV-3 volò fino al 1966, dimostrando la concretezza del concetto del convertiplano e raccogliendo dati circa le migliorie tecniche necessarie per i progetti futuri.
Uno sviluppo di tecnologia correlato è il velivolo tiltwing. Sebbene due progetti, il Canadair CL-84 Dynavert ed il LTV XC-142, siano stati tecnicamente dei successi, nessuno dei due entrò in produzione a causa di altre problematiche. I convertiplani hanno di solito una migliore efficienza in hovering rispetto ai tiltwing, ma minore rispetto agli elicotteri.
Nel 1968 la Westland Aircraft mostrò i suoi progetti - un piccolo velivolo sperimentale (WE 01C) ed un velivolo da 68 posti (We 028) - alla mostra internazionale e esposizione di volo di Farnborough.
Nel 1972, con i fondi della NASA e dell'Esercito statunitense, la Bell Helicopter Textron cominciò lo sviluppo del XV-15, un convertiplano di ricerca bimotore. Furono costruiti due esemplari per migliorare il progetto del convertiplano e esplorare l'inviluppo operativo di volo per applicazioni militari e civili.
Nel 1981, sulla base dell'esperienza acquisita con il XV-3 ed il XV-15, la Bell e la Boeing Helicopters cominciarono a sviluppare il V-22 Osprey, un convertiplano militare bimotore per la United States Air Force ed il corpo dei Marines statunitensi.
La Bell e la Boeing cooperarono per lo sviluppo di un convertiplano commerciale, ma la Boeing si ritirò nel 1998 e subentrò la Agusta per il Bell/Agusta BA609. Questo velivolo venne rinominato come AW609 in seguito al trasferimento di tutta la proprietà alla AgustaWestland nel 2011. La Bell ha anche sviluppato un convertiplano drone, il TR918 Eagle Eye.
Anche la Russia aveva alcuni progetti di convertiplani, per lo più a pilotaggio remoto come il Mil Mi-30, e ne ha cominciato un altro nel 2015.
Tra il 2005 ed il 2010, la Bell e Boeing hanno nuovamente stretto un patto di cooperazione per portare a termine uno studio concettuale di un Quad TiltRotor (QTR) più grande per il programma dell'esercito statunitense Joint Heavy Lift (JHL). Il QTR è una versione a quattro eliche del V-22  più grande, con due ali fisse e quattro eliche che possono ruotare.
Nel gennaio 2013, la FAA ha definito normative per il rumore del convertiplano per adeguarsi alle normative ICAO. La certificazione per il rumore costa 588.000 dollari, tanto quanto per un grande elicottero.
L'AgustaWestland afferma di avere costruito un convertiplano elettrico nel 2013, chiamato Project Zero, con le eliche all'interno dell'apertura alare.
Nel 2013, l'amministratore delegato della Bell Helicopter, John Garrison, ha affermato che la Bell avrebbe preso il comando delle operazioni per lo sviluppo del V-280 Valor, in collaborazione con la Lockheed Martin.
Nel 2014, il programma Clean Sky 2 (dell'Unione europea e dell'industria) ha finanziato l'AgustaWestland ed i suoi partner con 328 milioni di dollari per sviluppare un progetto di "convertiplano civile di nuova generazione" per il mercato straniero, con la "Revisione di Progetto Critica" entro la fine del 2016. Gli obiettivi sono: sezioni alari mobili, posti passeggeri da 19 a 22, primo volo nel 2021, velocità di crociera di 300 nodi, velocità massima di 330 nodi, quota massima di 25000 piedi, ed una autonomia di 500 miglia nautiche.

## Tecnica

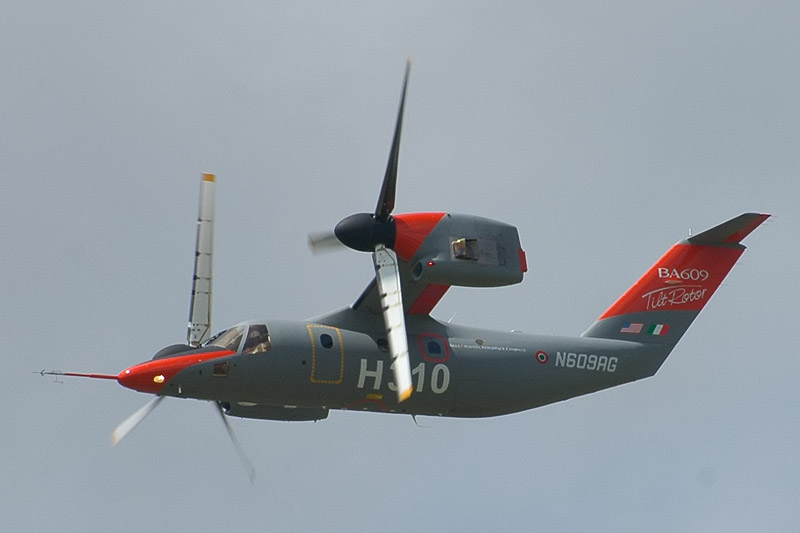
Il Bell-Agusta BA609 in volo traslato dopo la transizione in modalità aeroplano.

I due motori sono tra loro indipendenti, ma collegati tramite un asse di trasmissione che, in caso di cedimento di uno dei due, ripartisce la potenza del motore residuo su entrambe le eliche, fornendo la capacità di atterrare o, peso e condizioni meteo permettendo, di proseguire la rotta. Le ali forniscono una portanza, mancante nell'elicottero, che lascia alle eliche, quando orientate in avanti, soltanto il compito di esercitare la trazione per l'avanzamento del velivolo.
Quando i rotori sono orientati verso l'alto, possono comunque basculare entro un arco di una trentina di gradi, che si estende anche all'indietro rispetto alla verticale dell'asse di rotazione. Questo permette al convertiplano il volo all'indietro tipico dell'elicottero, oltre all'avanzamento lento ed al volo a punto fisso, detto hovering.

## Lista dei convertiplani

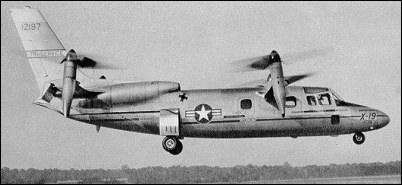
Curtiss-Wright X-19

- AgustaWestland AW609
- AgustaWestland Project Zero
- American Dynamics AD-150
- Bell V-280 Valor
- Bell XV-3
- Bell XV-15
- Bell Eagle Eye
- Bell-Boeing V-22 Osprey
- Canadair CL-84
- Chance Vought LTV XC-142
- Curtiss-Wright X-19
- Focke-Achgelis Fa 269
- Hiller X-18
- IAI Panther
- Mil Mi-30
- Vertol VZ-2